# Volutaria tubiflora
Volutaria tubiflora là một loài thực vật có hoa trong họ Cúc. Loài này được Sennen miêu tả khoa học đầu tiên.